# 1. československá fotbalová liga 1959/1960
1. československá fotbalová liga 1959/1960 byl 34. ročník československé fotbalové ligy. Soutěže se účastnilo celkem 14 týmů (stejně jako v sezoně předcházející) včetně dvou nováčků. Těmi byly Spartak Hradec Králové a Slovan Nitra. Ročník měl velmi překvapivé rozuzlení, když jeden z nováčků, Spartak Hradec Králové předčil všechny soupeře a s náskokem 2 bodů získal svůj historicky 1. mistrovský titul (doposud jediný). Díky vítězství v 1. československé lize si Spartak vybojoval účast v předkole Poháru mistrů evropských zemí. Později došel Spartak až do čtvrtfinále slavné soutěže, kde již nestačil na FC Barcelona.
Po skončení této sezony sestoupily do druhé ligy dva kluby s nejnižším počtem bodů — Jednota Košice a Dukla Pardubice.
Tento ročník začal v neděli 9. srpna 1959 úvodními čtyřmi zápasy 1. kola a skončil v neděli 12. června 1960 kompletním 26. kolem.
V roce 1960 se konala ještě jedna soutěž paralelně s 1. československou ligou. Dostala název Spartakiádní pohár 1960. Jejím vítězem se stala Rudá Hvězda Brno a díky tomu získala možnost být prvním československým účastníkem nově vzniklé evropské soutěže s názvem Pohár vítězů pohárů (1960/1961).

## Konečná tabulka soutěže
| Poř.          | Tým                        | Z  | V  | R  | P  | VG | OG | TP  | B  |
| ------------- | -------------------------- | -- | -- | -- | -- | -- | -- | --- | -- |
| Zlatá medaile | Spartak Hradec Králové     | 26 | 13 | 8  | 5  | 43 | 27 | +16 | 34 |
| 2.            | Slovan Bratislava          | 26 | 12 | 8  | 6  | 53 | 31 | +22 | 32 |
| 3.            | Dukla Praha                | 26 | 11 | 10 | 5  | 44 | 25 | +19 | 32 |
| 4.            | Spartak Trnava             | 26 | 13 | 5  | 8  | 43 | 38 | +5  | 31 |
| 5.            | Červená Hviezda Bratislava | 26 | 12 | 6  | 8  | 40 | 26 | +14 | 30 |
| 6.            | Baník Ostrava              | 26 | 12 | 4  | 10 | 29 | 34 | -5  | 28 |
| 7.            | Spartak Praha Stalingrad   | 26 | 8  | 10 | 8  | 36 | 29 | +7  | 26 |
| 8.            | Slovan Nitra               | 26 | 8  | 8  | 10 | 38 | 39 | -1  | 24 |
| 9.            | Tatran Prešov              | 26 | 9  | 6  | 11 | 39 | 43 | -4  | 24 |
| 10.           | TJ Rudá hvězda Brno        | 26 | 10 | 3  | 13 | 34 | 37 | -3  | 23 |
| 11.           | Dynamo Praha               | 26 | 9  | 5  | 12 | 36 | 44 | -8  | 23 |
| 12.           | Spartak Praha Sokolovo     | 26 | 9  | 5  | 12 | 31 | 40 | -9  | 23 |
| 13.           | Jednota Košice             | 26 | 8  | 6  | 12 | 24 | 44 | -20 | 22 |
| 14.           | Dukla Pardubice            | 26 | 4  | 4  | 18 | 23 | 56 | -33 | 12 |

## Rekapitulace soutěže
| Československá Fotbalová liga 1959/1960   |                                   |
|                                           |                                   |
| Ocenění                                   |                                   |
| Vítěz                                     | Spartak Hradec Králové (1. titul) |
| Kvalifikace do Evropských pohárů          |                                   |
| Pohár mistrů evropských zemí              | Spartak Hradec Králové            |
| Pohár vítězů pohárů                       | TJ Rudá hvězda Brno               |
| Vítěz domácího poháru                     |                                   |
| Spartakiádní pohár 1960                   | TJ Rudá hvězda Brno               |
| Pohyb v soutěži                           |                                   |
| Sestupující do II. ligy                   | Jednota Košice Dukla Pardubice    |
| Postupující z II. ligy                    | TJ Baník Kladno Jednota Trenčín   |
| Nejlepší střelec                          |                                   |
| Michal Pucher – ( Slovan Nitra) – 18 gólů |                                   |

## Soupisky mužstev

### Spartak Hradec Králové
Jindřich Jindra (21/0/8),
František Matys (1/0/0),
Milan Paulus (5/0/2) –
Miroslav Andrejsek (17/2),
Jozef Buránsky (7/1),
Ladislav Čermák (8/1),
Jiří Černý (23/5),
Jiří Hledík (25/3),
František Kopečný (1/0),
Zdeněk Krejčí (25/1),
Milouš Kvaček (24/15),
Zdeněk Macek (6/0),
František Malík (25/5),
Miroslav Michálek (25/1),
Zdeněk Pičman (25/0),
Ladislav Pokorný (24/3),
Rudolf Runštuk (14/0),
Jozef Šarman (2/0),
Rudolf Tauchen (7/1),
Bohuslav Tomášek (10/1) –
trenéři Ferenc Szedlacsek (1.–13. kolo) a Jiří Zástěra (14.–26. kolo)

### Slovan Bratislava
Viliam Schrojf (26/0/6) –
Ján Andrejkovič (13/3),
Milan Balážik (22/2),
Anton Bíly (22/9),
Ľudovít Cvetler (13/2),
Mikuláš Čirka (15/0),
Vojtech Jankovič (17/0),
Július Kánássy (6/0),
František Kišš (8/0),
Štefan Král (4/0),
Pavol Molnár (26/9),
Anton Moravčík (24/13),
Ivan Mráz (4/2),
Emil Pažický (18/8),
Ján Popluhár (24/1),
Ján Sudora (1/0),
Anton Trochta (19/0),
Anton Urban (24/1),
Zdenko Velecký (5/2),
Jozef Vengloš (15/0) –
trenéři József Ember (1.–13. kolo) a Štefan Jačiansky (14.–26. kolo)

### Dukla Praha
Pavel Kouba (20/0/3),
Václav Pavlis (11/0/2) –
Jaroslav Borovička (22/5),
Jan Brumovský (22/5),
Jiří Čadek (24/0),
Ferdinand Dvořák (3/0),
Milan Dvořák (16/3),
Karel Chrudimský (5/0),
Josef Jelínek (16/6),
Rudolf Kučera (10/2),
Josef Masopust (23/4),
Ladislav Novák (21/0),
Svatopluk Pluskal (19/4),
František Růžička (8/0),
Jiří Sůra (4/0),
František Šafránek (25/1),
Rudolf Tauchen (10/4),
Ivo Urban (21/0),
Josef Vacenovský (24/7) –
trenér Bohumil Musil

### Spartak Trnava
Jozef Ondruška (8/0/0),
Imrich Stacho (22/2/5) –
Jozef Adamec (26/4),
Vladimír Bachratý (1/0),
Vojtech Bednárik (5/0),
Jaroslav Benedik (6/0),
Milan Galbička (23/7),
Jozef Heimberger (7/2),
Ján Horváth (25/4),
Juraj Kadlec (22/0),
... Kršák (1/1),
Jozef Kulisievič (2/0),
... Letovanec (1/0),
Štefan Pšenko (26/0),
... Slaník (1/0),
Štefan Slanina (26/0),
Štefan Slezák (11/0),
Jozef Štibrányi (26/3),
Ján Šturdík (24/10),
Valerián Švec (17/5),
Karol Tibenský (26/5),
... Tomeček (1/0) –
trenér Anton Malatinský

### ČH Bratislava
František Hlavatý (22/0/6),
Justín Javorek (6/0/2) –
Titus Buberník (22/9),
Dezider Cimra (16/0),
Milan Dolinský (24/8),
Ján Feriančík (10/0),
Eduard Gáborík (1/0),
Kazimír Gajdoš (25/1),
Arnošt Hložek (18/0),
Viliam Hrnčár (5/1)
Ladislav Kačáni (24/4),
Štefan Matlák (20/0),
Gustáv Mráz (2/0),
Jozef Obert (13/4),
Alexander Rias (13/1),
Adolf Scherer (23/7),
Valerián Švec (3/0),
Jiří Tichý (26/3),
Bohdan Ujváry (9/1),
Vladimír Weiss (24/1) –
trenér Karol Borhy

### Baník Ostrava
František Dvořák (7/0/1),
Vladimír Mokrohajský (20/0/7) –
Prokop Daněk (15/0),
Karel Dvořák (25/0),
Jan Kniezek (12/0),
Bedřich Köhler (25/0),
Zdeněk Kosňovský (15/1),
Jiří Křižák (6/1),
Miroslav Mikeska (13/3),
Josef Ondračka (21/0),
Tomáš Pospíchal (19/7),
Karel Sedláček (12/0),
Zdeněk Stanczo (21/0),
Milan Šebesta (1/0),
František Šindelář (23/4),
Luboš Štěrba (11/0),
František Valošek (16/6),
Miroslav Wiecek (21/4),
Vilém Závalský (4/0) –
trenér Jaroslav Vejvoda

### Spartak Praha Stalingrad
André Houška (19/0/6),
Karel Mizera (6/0/2) –
František Brückner (1/0),
František Fiktus (25/3),
Ladislav Fišer (14/0),
Ladislav Hubálek (24/5),
František Ipser (12/0),
Václav Janovský (10/0),
Karel Kaura (23/8),
Jiří Klaboch (2/0),
Zdeněk Kopsa (24/8),
Vladimír Kos (23/1),
Josef Král (15/0),
Ladislav Miškovič (13/0),
František Mottl (25/3),
Miroslav Pohuněk (21/0),
Josef Sedláček (21/4),
Josef Summerauer (3/1),
Pavel Trčka (13/0) –
trenér Jiří Rubáš

### Slovan Nitra
Michal Kubačka (12/0/1),
Viliam Padúch (13/0/2) –
Jozef Belák (1/0),
Jaroslav Buranský (21/2),
Jozef Buranský (1/0),
Ján Cintula (18/3),
Jozef Fojtík (22/0),
Štefan Gyurek (1/0),
Milan Halás (25/0),
Viliam Hrnčár (14/3),
Ondrej Ištók (24/0),
Emil Kisý (23/1),
Dušan Koník (24/2),
Anton Krásnohorský (2/0),
Ján Moravčík (1/0),
Milan Navrátil (21/4),
Rudolf Paulis (1/0),
Ladislav Putyera (25/2),
Michal Pucher (25/18),
Marián Staník (20/0) –
trenér Karol Bučko

### Tatran Prešov
Jozef Bobok (10/0/2),
Alois Večerka (18/0/4) –
Jozef Bičkoš (2/0),
Andrej Čepček (11/0),
Alexander Felszeghy (13/0),
Jozef Ferenc (23/0),
Jozef Gavroň (25/8),
Jozef Hraška (2/0),
Juraj Janoščin (20/0),
Jaroslav Kravárik (1/0),
Štefan Kulan (13/1),
Alojz Martinček (20/6),
Michal Medviď (16/4),
Štefan Páll (25/2),
Ladislav Pavlovič (25/17),
Rudolf Pavlovič (26/2),
Karol Petroš (25/0),
František Semeši (5/0),
Anton Varga (22/0) –
trenéři Gejza Šimanský (1.–2. kolo) a Jozef Steiner (3.–26. kolo)

### RH Brno
František Kraclík (4/0/0),
Zdeněk Placheta (5/0/1),
František Schmucker (17/0/4),
Pavel Spišák (3/0/0) –
Jozef Bomba (25/2),
Vlastimil Bubník (14/7),
Zdeněk Hajský (9/2),
Karel Kohlík (22/0),
Zdeněk Koláček (20/6),
Karel Komárek (11/0),
Štefan Král (16/0),
Karel Lichtnégl (12/2),
Arnošt Machovský (15/0),
František Majer (20/2),
Jiří Mika (17/5),
Miroslav Mikeska (7/1),
Stanislav Navrátil (26/0),
Jozef Obert (12/5),
Bohumil Píšek (1/0),
Zdeněk Přibyl (4/0),
Bohuslav Sláma (12/0),
Jiří Šón (22/1),
Bořivoj Voborný (16/0) +
1 vlastní branka (Ondrej Ištók ze Slovanu Nitra)
– trenér Josef Eremiáš

### Dynamo Praha
Břetislav Dolejší (24/0/2),
Alois Jonák (7/0/0),
Vojtěch Uharček (1/0/0) –
Ján Andrejkovič (13/2),
Josef Hejduk (1/0),
Alois Hercík (23/10),
Jiří Hildebrandt (25/0),
Robert Hochman (23/7),
František Ipser (6/0),
Josef Kettner (13/0),
Jaroslav Kubeš (2/0),
... Moravec (1/0),
František Morávek (25/4),
Václav Nedvěd (7/3),
Jiří Nedvídek (21/0),
Ladislav Svoboda (8/0),
Miloš Štádler (25/4),
Jiří Trnka (2/1),
Jiří Troníček (11/0),
Miloš Urban (17/3),
Jiří Vlasák (26/2),
Karel Vovorský (10/0),
Václav Zamazal (18/0) –
trenéři Vlastimil Kopecký (1.–10. kolo), Karel Finek (11.–13. a 15.–19. kolo) a Josef Forejt (14. a 20.–26. kolo)

### Spartak Praha Sokolovo
... Crkva (2/0/0),
Miroslav Čtvrtníček (22/0/7) –
Jiří Gůra (15/0),
Jiří Hejský (20/0),
Jan Hertl (23/1),
Jaroslav Jareš (2/0),
Jiří Ječný (12/0),
Jaroslav Klauz (1/0),
Josef Kořínek (5/0),
Tadeáš Kraus (22/6),
Andrej Kvašňák (12/3),
Václav Mašek (22/11),
Květoslav Novák (11/0),
Arnošt Pazdera (21/1),
Miroslav Pergl (6/1),
Václav Potměšil (13/0),
Václav Starý (20/0),
Emil Svoboda (13/3),
Josef Sykyta (1/0),
Josef Vojta (12/4),
Václav Žambůrek (8/0) –
trenér Karel Kolský

### Jednota Košice
Ferdinand Hasoň (8/0/1),
Anton Švajlen (17/0/6),
Gejza Vrabeľ (1/0/0) –
Gejza Csákvári (3/0),
Alexander Felszeghy (10/0),
Ján Gajdoš (24/2),
František Gornický (23/2),
František Hájek (19/1),
Jozef Illés (13/0),
Václav Jutka (22/0),
Július Kánássy (12/0),
Ján Karel (12/0),
Jozef Kostini (25/4),
Andrej Kvašňák (9/2),
Štefan Lazar (4/0),
Dezider Majer (4/0),
Ľudovít Mangera (3/0),
Michal Pavlík (23/1),
Pavol Pintér (25/0),
Pavol Salva (13/0),
Jozef Schwarz (25/9) –
trenéři Jozef Karel (1.–13. kolo) a Zoltán Fazekaš (14.–26. kolo)

### Dukla Pardubice
Hynek Chalupník (1/0/0),
Josef Klus (14/0/2),
Michal Matoušek (1/0/0),
Pavel Pakosta (10/0/2) –
Ivan Benko (5/0),
Eduard Borovský (19/2),
Gejza Csákvári (7/0),
Telesfor Halmo (4/1),
Štefan Hojsík (7/0),
Tomáš Hradský (10/2),
Stanislav Jarábek (21/1),
Vladimír Kopanický (5/2),
Josef Kořínek (10/0),
Anton Kozman (18/3),
Štefan Lazar (16/0),
Karel Lichtnégl (4/1),
Alfréd Malina (6/0),
Jozef Marušin (4/1),
Vojtech Masný (23/4),
Milan Mravec (16/2),
Květoslav Novák (3/0),
Miroslav Ošťádal (10/0),
Karel Prášil (2/0),
Bohumil Richtrmoc (7/0),
František Samuelčík (7/0),
Emil Stibor (12/0),
Bedřich Šonka (8/1),
Jozef Vengloš (8/0),
Karel Vovorský (5/0),
Zdeněk Zikán (8/3) –
trenér Jiří Zástěra (1.–13. kolo) a ... Vojáček (14.–26. kolo)